# 麥可·哈里斯二世
麥可·馬奇昂·哈里斯二世（英語：Michael Machion Harris II，2001年3月7日—），為美國職棒大聯盟的中外野手，目前效力於亞特蘭大勇士。

## 職業生涯
2019年大聯盟選秀，勇士在第三輪選進哈里斯。2022年5月28日，哈里斯登上大聯盟。他在第二個打席敲出大聯盟首安，在5月31日打回大聯盟生涯首分打點，並於6月13日敲出大聯盟生涯首轟。6月份，他繳出3成47的打擊率，成功奪下國聯單月最佳新人的獎項。8月17日，他與勇士簽下8年7200萬美元的延長合約。8月份，他繳出3成37的打擊率，再度拿下國聯單月最佳新人獎項。9月份，他第三度拿下國聯單月最佳新人獎項。
該年他拿下國聯新人王，隊友史賓塞·史特萊德拿下新人王第二名，這是勇士隊史自2011年來首次在新人王獎項上包辦一二名。
2023年，哈里斯繳出2成93的打擊率，並敲出18轟與57分打點。隔年他的打擊率為2成50，並敲出5轟與20分打點。後來他因為左大腿後肌拉傷進入傷兵名單，8月14日，他在傷癒回歸這天敲出生涯首發滿貫砲。

## 個人生活
哈里斯在2024年結婚。

## 外部連結
- 球員資訊和成績在MLB ，ESPN ，Baseball Reference ，Baseball Reference (Minors) ，Fangraphs ，The Baseball Cube （英文）
- 麥可·哈里斯二世在台灣棒球維基館上的頁面（繁體中文）